# Megachile pedalis
Megachile pedalis là một loài Hymenoptera trong họ Megachilidae. Loài này được Fox mô tả khoa học năm 1891.